# Kotohiki Hachiman-gū

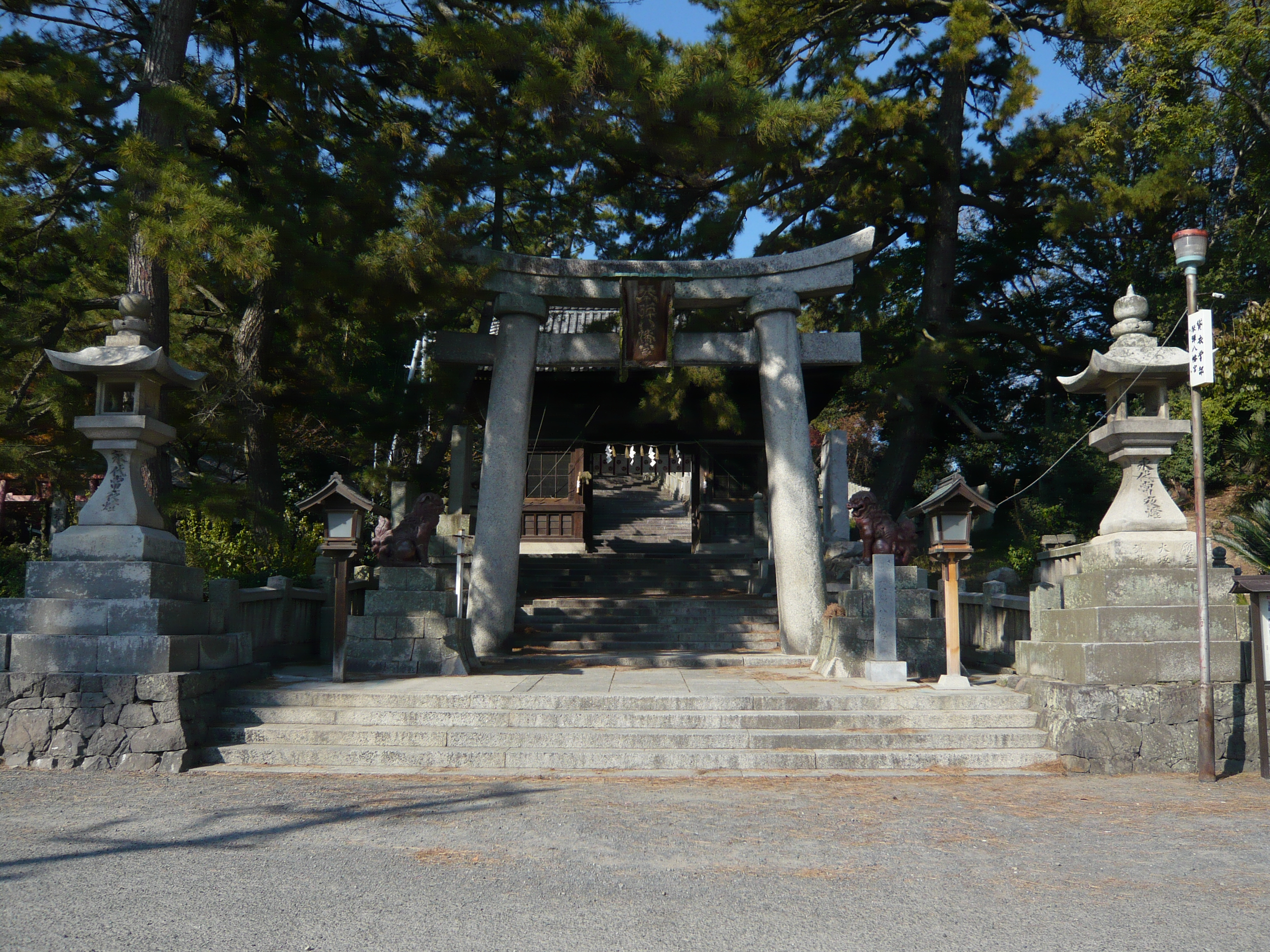
Torii du Kotohiki Hachiman-gū.

Le Kotohiki Hachiman-gū (琴弾八幡宮) est un sanctuaire shinto situé à Kan'onji, préfecture de Kagawa au Japon. Il se trouve dans le parc Kotohiki, lui-même intégré au parc national de Setonaikai. Une légende veut que le dieu Hachiman est apparu au moine Nisshō Shōnin du VIIIe siècle tandis qu'il jouait du koto à bord d'un navire. La légende est rapportée dans le Sanuki-no-kuni Shippōzan Hachiman Kotobikigū engi, qui est un bien culturel important de la ville,. En raison de la séparation forcée du bouddhisme et du shintoïsme pendant l'ère Meiji, l'image consacrée d'Amida Nyorai est transférée au Kannon-ji voisin. Le sanctuaire organise un festival annuel.